# Adolfo R. Gabrielli
 Adolfo R. Gabrielli  (La Plata, provincia de Buenos Aires, Argentina 1911-23 de abril de 2002) fue un abogado argentino que fue designado por la dictadura autodenominada Proceso de Reorganización Nacional como ministro de la Corte Suprema de Justicia.

## Actuación profesional
Estudió  en la Facultad de Derecho de la Universidad Nacional de Córdoba y en 1935 se recibió de abogado especializándose en Derecho tributario y más adelante se doctoró con la tesis sobre Derecho tributario penal.
Ingresó a la Dirección General Impositiva, donde fue jefe de Asuntos Legales, sucesivamente, en Bahía Blanca, Tucumán, Córdoba y Rosario. En 1943 fue nombrado secretario del Juzgado Federal de esta ciudad y en 1946, lo designaron juez nacional en lo Contencioso Administrativo Federal.
En 1953 pasó a ser juez nacional en lo Civil y Comercial Federal y entre 1955 y 1973 fue vocal de la sala en lo Contencioso Administrativo de la Cámara Nacional en lo Contencioso Administrativo, Civil y Comercial Federal. Renunció en disconformidad con el nuevo gobierno constitucional y el 2 de abril de 1976 fue designado por el dictador Jorge Rafael Videla para integrar la Corte Suprema de Justicia de la Nación y compartió el Tribunal, en distintos momentos con Abelardo Rossi, Federico Videla Escalada, Alejandro Caride, Horacio H. Heredia, Pedro José Frías, Emilio Miguel Roberto Daireaux, Elias P. S. Guastavino, César Black, Carlos Alfredo Renom, Emilio Pedro Gnecco, Julio José Martínez Vivot. Cesó en el cargo en diciembre de 1983 al asumir la presidencia Raúl Ricardo Alfonsín.
Falleció  el 23 de abril de 2002.

## Obras
- Derecho tributario penal (1946)
- Curso sobre procedimiento tributario (1972)
- La defraudación fiscal y las penas corporales
- La pena de prisión en materia tributaria
- La Corte Suprema de Justicia y la Opinión Pública (1976-1983)  (1986)